# Balczó Péter
Balczó Péter (Debrecen, 1983. június 2. –) magyar operaénekes (tenor).

## Életpályája
Szólókarrierjét a Debreceni Csokonai Színházban kezdte Pedrillo szerepével Mozart Szöktetés a szerájból c. Singspieljében, majd sorra következtek az egyre nagyobb kihívást jelentő szerepek: Vencel (Smetana: Az eladott menyasszony), Arturo (Donizetti: Lammermoori Lucia).
2009-ben az Armel Operaverseny és Fesztivál keretin belül Svájcban játszotta 2 egyfelvonásos opera főszerepét: Oscar (Martinů: Alexandre bis), illetve Gonzalve (Ravel: Pásztoróra), 2010-ben pedig a verseny legeredményesebb férfi énekese lett a Traviatában nyújtott Alfredo alakításával. Szintén a 2010/2011-es évadban sikerrel énekelte két nagyoperett főszerepét is: Lehár Ferenc A mosoly országában Szu-Csong herceget, Kálmán Imre Csárdáskirálynőjében Edvint.
2011-ben rendkívül sokféle szerepben láthattuk mind itthon, mind külföldön. Olaszországban énekelte Don Ottaviót (Mozart: Don Giovanni), Szlovéniában Rómeót (Gounod: Rómeó és Júlia), Szegeden Malatestinót (Zandonai: Francesca da Rimini), valamint Rodolfót (Puccini: Bohémélet) Miskolcon és a Kolozsvári Állami Magyar Operában.
A 2012-ben Pinkerton szerepében (Puccini: Pillangókisasszony) láthatta a közönség a Szegedi Nemzeti Színházban, Rodolfóként (Puccini: Bohémélet) pedig a Debreceni Csokonai Színházban. A Magyar Állami Operaházban 2012 tavaszán debütált Alfredo szerepében (Verdi: Traviata). A 2012/2013-as szezonban 3 további főszerepben (Rigoletto, Hunyadi László, Szöktetés a szerájból) látható a Magyar Állami Operaház színpadán. Szakmai flexibilitása miatt előszeretettel bízzák meg klasszikus operákkal, mint Fentont (Falstaff), Nemorino (Szerelmi bájital) Edgardo (Lammermoori Lucia), valamint kortárs művekkel, Tom Rakewell (A kéjenc útja), Ferdinand (A vihar), vagy olyan kísérleti előadásokkal, mint a Zeneakadémián megrendezett Late Night sorozatban Kornélis (Sárga hercegnő), Fred (A tisztességtudó utcalány). A főszerepek mellett kis, közép és karakterszerepekben is játszott, mint Nick (A Nyugat lánya), Az ifjú jelenése (Az árnyék nélküli asszony), Beppo (Bajazzók), Rinuccio (Gianni Schicchi) vagy Otto (Bánk bán).
Játszik operettekben is: a Budapesti Operettszínházban 2015 őszén debütált J. Strauss A denevér c. művében, de alakította már A mosoly országában Szu-Csongherceget, a Csárdáskirálynőben pedig Edvint.
Számos magyar rendező keze alatt dolgozott már, mint Almási-Tóth András, Anger Ferenc, Göttinger Pál, Juronics Tamás, Kerényi Miklós Gábor, Szente Vajk, Székely Kriszta, Szikora János, Vecsei H. Miklós.
Közreműködött külföldi turnékon: 2013-ban Ománban, 2015-ben Japánban, 2017-ben Izraelben.
Egyre bővülő repertoárjából két önálló dalestet rendezett Budapesten.

## Magánélete
Házas, három gyermek édesapja.

## Tanulmányok
- 2003 – 2009 Debreceni Egyetem Zeneművészeti Kara, tanár: Dr. Mohos Nagy Éva
- 1998 – 2002 Kodály Zoltán Zeneművészeti Szakközépiskola, tanár: Papp Vilhelmina

## Színházi szerepei
- Cassio  – Verdi: Otello
- Ferrando –  Mozart: Così fan tutte
- Biondello –  Mozart: A kairói lúd, avagy A rászedett vőlegény
- Szólista – Mendelssohn: Hazatérés idegenből
- Howard Boucher – Jake Heggie: Ments meg, Uram!
- A mester / Jesua – Gyöngyösi Levente:  A Mester és Margarita
- Alfréd – J. Strauss: A denevér
- Nick – Giacomo Puccini: A Nyugat lánya
- Fred  – Lendvay Kamilló: A tisztességtudó utcalány
- Kornélis – Saint-Saëns: Sárga hercegnő
- Ferdinand – Thomas Adès: A vihar
- Mantovai herceg – Giuseppe Verdi: Rigoletto
- Alfredo – Giuseppe Verdi: Traviata
- Rodolfo – Giacomo Puccini: Bohémélet
- Pinkerton – Giacomo Puccini: Pillangókisasszony
- Mr. X – Kálmán Imre: A cirkuszhercegnő
- Malatestino – Riccardo Zandonai: Francesca da Rimini
- Rómeo – Charles Gounod: Rómeó és Júlia
- Rinuccio – Giacomo Puccini: Gianni Schicchi
- Don Ottavio – W. A. Mozart: Don Giovanni
- Arlecchino – Ruggero Leoncavallo: Bajazzók
- Edvin – Kálmán Imre: Csárdáskirálynő
- Sou Chong – Lehár Ferenc: A mosoly országa
- Gonzalve – Maurice Ravel: Pásztoróra
- Oscar – Bohuslav Martinů: Alexandre bis
- Arturo – Gaetano Donizetti: Lammermoori Lucia
- Nemorino – Gaetano Donizetti: Szerelmi bájital
- Peppe – Gaetano Donizetti: Rita
- Edmondo – Giacomo Puccini: Manon Lescaut
- Vencel – Bedřich Smetana: Eladott menyasszony
- Elisero – Gioacchino Rossini: Mózes
- Abdallo – Giuseppe Verdi: Nabucco
- Pedrillo – W. A. Mozart: Szöktetés a szerájból
- Arbace – W. A. Mozart: Idomeneo
- Gran Sacerdote – W. A. Mozart: Idomeneo
- Johann Vogelsang – W. A. Mozart: A színigazgató
- Tamino – W. A. Mozart: A varázsfuvola
- Tom Rakewell – Sztravinszkij: A kéjenc útja
- Az ifjú szelleme – Strauss: Az árnyék nélküli asszony
- Fenton – Giuseppe Verdi: Falstaff
- Don Alvaro – Giuseppe Verdi: A végzet hatalma
- Steuermann – Wagner: A Bolygó Hollandi
- Lenszkij – Csajkovszkij: Anyegin
- Otto – Erkel Ferenc: Bánk bán
- Hunyadi László – Erkel Ferenc: Hunyadi László
- Imre herceg – Erkel Ferenc: István király

## Lemezei
- Adagio
- Gold
- Érintés
- Hollywood

## Díjai, elismerései
- 2016. Rubányi Vilmos-díj
- 2012. Simándy-plakett
- 2012. Dömötör-díj, az évad férfi operaénekese a közönség szavazatai alapján
- 2011. Dömötör-díj, az évad férfi operaénekese a közönség szavazatai alapján
- 2011. Az évad ifjú operaénekese díj, az évadban nyújtott teljesítményért, Szeged
- 2007. Nívó-díj, Smetana: Az eladott menyasszony c. operában nyújtott teljesítményért

## Versenyeredményei
- 2012. Wilhelm Stenhammar Énekverseny – 4. helyezett
- 2011. Puccini Nemzetközi Énekverseny – Bolognai Opera különdíja
- 2010. Armel Operaverseny – Megosztott 1. helyezett
- 2010. II. Nemzetközi Gianluca Ricci Énekverseny – 2. helyezett
- 2009. Operaverseny és Fesztivál a Mezzo Televízióval – Döntős
- 2009. Nemzetközi Tenorverseny, Jyväskylä – 3. helyezett
- 2007. Simándy József Énekverseny – Amarilli Különdíj
- 2005. Simándy József Énekverseny – Különdíj
- 2005. Nemzetközi Énekverseny, Deutschlandsberg – Döntős